# Significado (psicología)
El significado es un concepto epistemológico utilizado en múltiples disciplinas, como la psicología, la filosofía, la lingüística, la semiótica y la sociología, y su definición depende del campo de estudio en el que se utilice.
Estos usos multidisciplinarios del término no son independientes y pueden superponerse más o menos; cada construcción del significado del término puede corresponder con construcciones relacionadas en otros campos. Los positivistas lógicos, por ejemplo, asociaron el significado con la verificación científica.

## Conductismo
Al igual que una idea, se dice que un significado se expresa o comunica mediante un enunciado. Un significado explica la aparición de una palabra particular en el sentido de que si hubiera habido un significado diferente que expresar, probablemente habría aparecido una palabra diferente. El significado tiene ciertas ventajas sobre las ideas porque tienen la posibilidad de localizarse fuera de la piel y, por tanto, según Skinner, los significados pueden observarse directamente.

## Psicología cognitiva
Jerome Bruner, uno de los padres fundadores de la psicología cognitiva, escribió:
Muy temprano,... El énfasis empezó a desplazarse del «significado» a la «información», de la construcción del significado al procesamiento de la información. Se trata de cuestiones profundamente diferentes. El factor clave en este cambio fue la introducción de la computación como metáfora dominante y de la computabilidad como criterio necesario de un buen modelo teórico. La información es indiferente con respecto al significado...

## Psicología crítica alemana
La psicología crítica alemana proporciona un marco metateórico para la investigación de tareas tanto psicológicas como computacionales. Una parte importante de esto es el desarrollo lógico-histórico de la categoría de significado. Se demuestra que el significado no es nada absoluto sino subjetivo. El significado no es una propiedad de las cosas ni está presente únicamente como una imaginación del conocimiento. Por lo tanto, los significados no pueden ser «definido» o «asignado» como comúnmente se piensa. «Los significados surgen de la producción social de valores de uso».
Una comprensión similar se desarrolló en los estudios culturales de la ciencia: «Los estudios culturales articulan concepciones dinámicas y expresivas de significado, conocimiento y poder, que contrastan marcadamente con los enfoques estándar de estos fenómenos dentro de la filosofía y la teoría social. En tales teorías, el significado no es una propiedad de los enunciados o las acciones; el término "significado" articula, en cambio, las formas en que tales actuaciones se basan inferencialmente en el campo de actuaciones anteriores en el que están situadas y lo transforman».

## Lectura adicional
- Sinha, C. (1988). Language and Representation. A socio-naturalistic approach to human development. Nueva York: Harvester.

- Datos: Q16877783